# 영광 연흥사 묘법연화경
영광 연흥사 묘법연화경(靈光 烟興寺 妙法蓮華經)은 대한민국 전라남도 영광군 군남면, 연흥사에 있는 조선시대의 불경이다. 1990년 12월 5일 전라남도의 유형문화재 제175호로 지정되었다.

## 개요
전남 영광군에 있는 연흥사는 『묘법연화경』 6종 14책을 소장하고 있다.
묘법연화경은 줄여서 ‘법화경’이라고 부르는 천태종의 근본경전으로, 부처가 되는 길은 누구에게나 열려있다는 것을 기본사상으로 하고 있다. 화엄경과 함께 우리나라 불교사상 확립에 가장 큰 영향을 미쳤으며, 삼국시대 이래 가장 많이 유통된 경전이다.
이 책들은 영광 연흥사 목조삼세여래좌상 속에서 나온 유물로, 세종 25년(1443)에 찍은 4권 1책, 선조 16년(1583)에 찍은 1권 1책, 광해군 1년(1609)에 찍은 1권 6책, 광해군 8년(1616)에 찍은 1권 1책, 인조 5년(1627)에 찍은 2권 1책, 인조 6년(1628)에 찍은 1권 4책이다.
6종 14책 모두 전라남북도에 소재한 사찰에서 간행한 목판본으로 조선조 세종대에서 임진왜란을 전후한 시기에 새겨진 것이며, 서지학적으로 매우 중요한 자료가 되고 있다.

## 같이 보기
- 영광 연흥사 목조삼세여래좌상 - 전라남도 유형문화재 제258호

## 참고 문헌
- 영광연흥사소장묘법연화경 - 국가유산청 국가유산포털